# Калантаїв (Олександрійський район)
Каланта́їв — село в Україні, у Великоандрусівській сільській громаді Олександрійського району Кіровоградської області. Населення становить 511 осіб.

## Історія
У 1752-64 роках тут була 17 рота новосербського Пандурського полку. Інші назви села — Калантаївський шанець, Шолнош, Вингош, Шолмош (сербський аналог — Шољмош).
Станом на 1886 рік у селі Стецівської волості Олександрійського повіту Херсонської губернії мешкало 1274 особи, налічувалось 253 дворових господарств, існувала православна церква та лавка.
За переписом 1897 року кількість мешканців зросла до 2261 особи (1117 чоловічої статі та 1144 — жіночої), з яких 2210 — православної віри.
Під час організованого радянською владою Голодомору 1932—1933 років померло щонайменше 559 жителів села (за даними Кіровоградської облдержадміністрації — 53 осіб).
Калантаїв — колишнє село Чигиринського району Черкаської області. В 1959 році територія села затоплена водами Кременчуцького водосховища.
Село знаходилось за 4 км на південь від Рацевого і відділялось річкою Тясмин від містечка Калантаїв та було оточене з усіх сторін болотами.
В 18 столітті тут була церква в ім'я Покрова Пресвітої Богородиці, побудована в 1736 році, але через два роки пограбована і розорена татарами. В 1741 році в Калантаєві було 50 дворів і до 400 чоловік населення. Колись це було багатолюдне торгове містечко. Його частина, ближча до бору називалась Черняхівкою.

## Населення
Згідно з переписом УРСР 1989 року чисельність наявного населення села становила 624 особи, з яких 246 чоловіків та 378 жінок.
За переписом населення України 2001 року в селі мешкало 517 осіб.

### Мова
Розподіл населення за рідною мовою за даними перепису 2001 року:
| Мова       | Відсоток |
| ---------- | -------- |
| українська | 94,32 %  |
| російська  | 5,68 %   |

## Відомі люди
Уродженцем села є Герой Радянського Союзу О. Я. Панченко (1907—1943).